# Viriat

Viriat este o comună în departamentul Ain din estul Franței.